# The Midnight Special and Other Southern Prison Songs
The Midnight Special and Other Southern Prison Songs è un album discografico del musicista blues statunitense Lead Belly, pubblicato nel 1940 dalla Victor Records.

## Descrizione
Nel 1939 Lead Belly era tornato in carcere per avere accoltellato un uomo a Manhattan durante una rissa. L'etnomusicologo Alan Lomax, che aveva cominciato ad effettuare registrazioni di musica folk per la Biblioteca del Congresso, aiutò a raccogliere denaro per pagare le spese legali di Lead Belly. L'intenzione originale di Lomax era quella di registrare le canzoni direttamente all'interno della prigione, tuttavia si optò poi per uno studio di registrazione professionale. Per creare una sorta di atmosfera "carceraria", Lomax suggerì che il Golden Gate Quartet accompagnasse Lead Belly. Però, il quartetto si rivelò essere un gruppo raffinato e professionale e Lead Belly dovette insegnare loro a cantare come un gruppo di prigionieri.
L'album fu pubblicato con il corredo di estese note interne e persino i testi dei brani trascritti da Alan Lomax. Secondo Charles Wolfe e Kip Lornell, si trattò di "una delle migliori presentazioni pubbliche della musica di Leadbelly: ben registrata, ben pubblicizzata, ben documentata. E l'album ha giustificato la sua reputazione di punto di riferimento nella musica popolare afroamericana."
The Midnight Special and Other Southern Prison Songs venne originariamente pubblicato in formato da tre dischi in vinile a 78 giri (numero di catalogo Victor P-50). Tutte le tracce furono incise presso i Victor Studios di New York il 15 e 17 giugno 1940.

## Tracce
1. The Midnight Special – 3:07 – numero di matrice 051298-1
2. Ham an' Eggs – 2:59 – numero di matrice 051333-1
3. Grey Goose – 2:57 – numero di matrice 051327-2
4. Stewball – 3:01 – numero di matrice 051329-1
5. Pick a Bale of Cotton – 3:01 – numero di matrice 051295-1
6. Alabama Bound – 3:03 – numero di matrice 051299-1